# Az MTK Budapest FC 2016–2017-es szezonja
Ez a szócikk az MTK Budapest FC 2016–2017-es szezonjáról szól, mely sorozatban az 5., összességében pedig a 107. idénye a csapatnak a magyar első osztályban, a klub fennállásának 128. évfordulója. 
A szezon 2016. július 17-én kezdődött, és 2017 május 27-én ért véget. Az MTK az utolsó előtti, 11. helyen fejezte be a pontvadászatot, ezzel a 2010-11-es szezon után ismét búcsúzik az élvonaltól.

## OTP Bank Liga

### Első kör
| 1. forduló 2016. július 17., vasárnap 18:00 |

| MTK Budapest FC | 0 – 1               | Vasas SC                      |
| --------------- | ------------------- | ----------------------------- |
| Poór 55'        | (0 – 0) Jegyzőkönyv | Ádám 56' Berecz 5' Remili 75' |

| Dunaferr Aréna, Dunaújváros Nézőszám: 1 638 Játékvezető: Farkas Ádám (magyar) |

| 2. forduló 2016. július 24., vasárnap 18:00 |

| Gyirmót FC Győr        | 0 – 0               | MTK Budapest FC |
| ---------------------- | ------------------- | --------------- |
| Lengyel 16' Völgyi 83' | (0 – 0) Jegyzőkönyv | Baki 59'        |

| Alcufer stadion, Győr Nézőszám: 2 200 Játékvezető: Erdős József (magyar) |

| 3. forduló 2016. július 31., vasárnap 18:00 |

| MTK Budapest FC | 0 – 1               | Mezőkövesd-Zsóry              |
| --------------- | ------------------- | ----------------------------- |
| Baki 82'        | (0 – 1) Jegyzőkönyv | Kink 59' Vági 80' Nicorec 83' |

| Dunaferr Aréna, Dunaújváros Nézőszám: 408 Játékvezető: Solymosi Péter (magyar) |

| 4. forduló 2016. augusztus 7., vasárnap 18:00 |

| MTK Budapest FC   | 0 – 2               | Swietelsky Haladás       |
| ----------------- | ------------------- | ------------------------ |
| Gera 45' Vass 93' | (0 – 1) Jegyzőkönyv | Hegedűs 43' Williams 59' |

| Dunaferr Aréna, Dunaújváros Nézőszám: 316 Játékvezető: Iványi Zoltán (magyar) |

| 4. forduló 2016. augusztus 13., szombat 18:00 (tv: M5) |

| Debreceni VSC                              | 1 – 1               | MTK Budapest FC                                                                        |
| ------------------------------------------ | ------------------- | -------------------------------------------------------------------------------------- |
| Castillion 75' Jovanovics 45' Ferenczi 67' | (0 – 1) Jegyzőkönyv | 35' Vogyicska 50' Korozmán 74' Borbély 75' Kanta 76' Vukmir 82' Vadnai 90+2' Torghelle |

| Nagyerdei stadion, Debrecen Nézőszám: 4091 Játékvezető: Karakó Ferenc (magyar) Asszisztensek: Erős Gábor és Szalai Dániel |

| 6. forduló 2016. augusztus 16., kedd 18:00 |

| MTK Budapest FC                                             | 1 – 0               | Videoton FC           |
| ----------------------------------------------------------- | ------------------- | --------------------- |
| Torghelle 64' Borbély 31' Vadnai 38' Torghelle 59' Poór 90' | (0 – 0) Jegyzőkönyv | Pátkai 18' Suljić 83' |

| Dunaferr Aréna, Dunaújváros Nézőszám: 704 Játékvezető: Pintér Csaba (magyar) |

| 7. forduló 2016. augusztus 21., vasárnap 18.00 |

| Újpest FC                              | 0 – 0               | MTK Budapest FC        |
| -------------------------------------- | ------------------- | ---------------------- |
| Kálnoki Kis 62' Diarra 81' Nagy T. 82' | (0 – 0) Jegyzőkönyv | 54' Borbély 77' Vukmir |

| Illovszky Rudolf Stadion, Budapest Nézőszám: 3300 Játékvezető: Solymosi Péter (magyar) Asszisztensek: dr. Varga Zsolt, Márkus Tamás |

| 8. forduló 2016. szeptember 10., szombat 18:00 |

| MTK Budapest FC                                              | 2 – 1              | Ferencvárosi TC                             |
| ------------------------------------------------------------ | ------------------ | ------------------------------------------- |
| Gera 34' Torghelle 92' Vukmir 77′ Torghelle 84' Petković 89' | (1– 0) Jegyzőkönyv | Szungu 70' Böde 69' Ramírez 73' Gyömbér 80' |

| Dunaferr Aréna, Dunaújváros Nézőszám: 1 117 Játékvezető: Karakó Ferenc (magyar) |

| 9. forduló 2016. szeptember 17., szombat 18:00 |

| Budapest Honvéd FC                                      | 5 – 0               | MTK Budapest FC                  |
| ------------------------------------------------------- | ------------------- | -------------------------------- |
| Prosser 16' Lanzafame 20' Koszta 44' Bobál 65' Nagy 72' | (3 – 0) Jegyzőkönyv | Baki 19' Vogyicska 63' Kanta 90' |

| Bozsik József Stadion, Budapest Nézőszám: 1467 Játékvezető: Erdős József (magyar) |

| 10. forduló 2016. szeptember 21., szerda 19:00 |

| MTK Budapest FC   | 1 – 0               | Diósgyőri VTK |
| ----------------- | ------------------- | ------------- |
| Poór 33' Vass 51' | (1 – 0) Jegyzőkönyv | Lipták 30'    |

| Dunaferr Aréna, Dunaújváros Nézőszám: 408 Játékvezető: Pintér Csaba (magyar) |

| 11. forduló 2016. szeptember 24., szombat 18:00 |

| Paksi FC                                        | 0 – 0               | MTK Budapest FC |
| ----------------------------------------------- | ------------------- | --------------- |
| Papp 41' Torghelle 44' Vogyicska 62' Vukmir 81' | (0 – 0) Jegyzőkönyv |                 |

| Fehérvári úti stadion, Paks Nézőszám: 552 Játékvezető: Vad II István (magyar) |

### Második kör
| 12. forduló 2016. október 15., szombat 18:00 |

| Vasas SC                                                      | 3 – 2               | MTK Budapest FC                                           |
| ------------------------------------------------------------- | ------------------- | --------------------------------------------------------- |
| Ádám 18', 33' Sağlık 23' (32) Ádám 33' Berecz 89′ Kulcsár 91' | (3 – 2) Jegyzőkönyv | Vadnai 4' Torghelle 21' Vogyicska 38' Vass 42' Vukmir 43' |

| Illovszky Rudolf Stadion, Budapest Nézőszám: 3 754 Játékvezető: Vad II István (magyar) |

| 13. forduló 2016. október 22., szombat 18:00 |

| MTK Budapest FC         | 1 – 0               | Gyirmót FC Győr |
| ----------------------- | ------------------- | --------------- |
| Torghelle 74' Okuka 22' | (0 – 0) Jegyzőkönyv |                 |

| Hidegkuti Nándor Stadion, Budapest Nézőszám: 1 183 Játékvezető: Solymosi Péter (magyar) |

| 14. forduló 2016. október 29., szombat 18:00 |

| Mezőkövesd-Zsóry                   | 1 – 0               | MTK Budapest FC |
| ---------------------------------- | ------------------- | --------------- |
| Gohér (1–0) 74' Kink 39' Hudák 52' | (0 – 0) Jegyzőkönyv | 55' Okuka       |

| Városi stadion, Mezőkövesd Nézőszám: 1 815 Játékvezető: Berke Balázs (magyar) Asszisztensek: Lémon Oszkár és Kelemen Attila |

| 18. forduló 2016. december 3., szombat 15.30 |

| MTK Budapest FC           | 1 – 1               | Újpest FC                             |
| ------------------------- | ------------------- | ------------------------------------- |
| Poór (1–1) 48' Vukmir 78' | (0 – 1) Jegyzőkönyv | 16' (0–1) Bardhi 66' Heris 73' Diarra |

| Hidegkuti Nándor Stadion, Budapest Nézőszám: 2 584 Játékvezető: Bognár Tamás (magyar) Asszisztensek: Albert István és Buzás Balázs |

| 19. forduló 2016. december 10., szombat 18.00 |

| Ferencvárosi TC                   | 1 – 1               | MTK Budapest FC                                      |
| --------------------------------- | ------------------- | ---------------------------------------------------- |
| Baki (1–0) 36' Čukić 56′ 72' Gera | (1 – 0) Jegyzőkönyv | 81' (1–1) Torghelle 26' Kanta 76' Baki 89' Torghelle |

| Groupama Aréna, Budapest Nézőszám: 4 754 Játékvezető: Andó-Szabó Sándor (magyar) Asszisztensek: Erős Gábor és Berettyán Péter |

| 20. forduló 2017. február 18., szombat 15.30 |

| MTK Budapest FC                                      | 1 – 2               | Budapest Honvéd FC                             |
| ---------------------------------------------------- | ------------------- | ---------------------------------------------- |
| Poór 37' Torghelle (1–1) 59' Torghelle 66′ Ramos 86' | (0 – 0) Jegyzőkönyv | 45' Koszta 49' (0–1) Lanzafame 77' (1–2) Eppel |

| Hidegkuti Nándor Stadion, Budapest Nézőszám: 2 760 Játékvezető: Pintér Csaba (magyar) Asszisztensek: Tóth II. Vencel és Szalai Balázs |

| 21. forduló 2017. február 25., szombat 15.30 |

| Diósgyőri VTK                           | 2 – 3               | MTK Budapest FC                                                                                      |
| --------------------------------------- | ------------------- | --- |
| Fülöp (2-1) 42' Dausvili 52' Lipták 61' | (2 – 1) Jegyzőkönyv | 6' (0–1) Gera D. 16' (1–1) Ramos 46' Kanta 53' (2–2) Kolomojec 68' Vadnai 73' (2–3) Kanta 90+2' Baki |

| Mezőkövesdi Városi Stadion, Mezőkövesd Nézőszám: 1 646 Játékvezető: Erdős József (magyar) Asszisztensek: Viszokai László és Becséri Gergely |

| 22. forduló 2017. március 4., szombat 15.30 |

| MTK Budapest FC            | 1 – 2               | Paksi FC                                           |
| -------------------------- | ------------------- | -------------------------------------------------- |
| Vass 14' Kanta (1–2) 90+5' | (0 – 2) Jegyzőkönyv | 15' (0–1) Vernes 22' (0–2) Szabó J. 67' Szakály D. |

| Hidegkuti Nándor Stadion, Budapest Nézőszám: 1 818 Játékvezető: Solymosi Péter (magyar) Asszisztensek: Berettyán Péter és Márkus Tamás |

### Harmadik kör
| 23. forduló 2017. március 11., szombat 15:30 |

| MTK Budapest FC                             | 1 – 0               | Vasas SC     |
| ------------------------------------------- | ------------------- | ------------ |
| Ramos 14' (1–0) 42' Kolomojec 53' Kanta 69' | (1 – 0) Jegyzőkönyv | 42' Korcsmár |

| Hidegkuti Nándor Stadion, Budapest Nézőszám: 2 971 Játékvezető: Bognár Tamás (magyar) Asszisztensek: Albert István és Horváth Zoltán |

| 27. forduló 2017. április 15., szombat 18:30 (tv: M4 Sport) |

| Debreceni VSC | 0 – 0       | MTK Budapest FC      |
| ------------- | ----------- | -------------------- |
| Osváth 61'    | Jegyzőkönyv | 59' Baki 90+1' Okuka |

| Nagyerdei stadion, Debrecen Nézőszám: 2 363 Játékvezető: Erdős József (magyar) Asszisztensek: Theodoros Georgiou és Márkus Tamás |

MTK: Petkovics — Baki (Okuka  86'), Grgics, Poór, Vadnai — Borbély (Katona  78'), Vass Á. — Kolomojec, Kanta, Vogyicska (Nikházi  40') — Torghelle · Fel nem használt cserék: Groppioni (kapus), Martinez, Vukmir, Varga Sz. · Vezetőedző: Tamási Zsolt
Eseménytelen első félidőt láthatott a közönség, gyakorlatilag egyetlen gólhelyzetet sem tudtak kialakítani a csapatok. A debreceniek néhány távoli lövéssel próbálkoztak ugyan, de csupán egy kísérletük találta el a vendégek kapuját, míg az MTK még a kapura lövésig sem jutott el. A második félidő sem hozott nagy változást, rengeteg technikai hiba, rossz átadás jellemezte a mérkőzést. Az utolsó tíz percben a hazaiak beszorították az MTK-t, és Brkovics akár a győztes gólt is megszerezhette volna, ám fejese a kapufáról kifelé pattant.
Nagyon tetszett a játékosok hozzáállása, és az a munka, amit a játékosok letettek. Mi irányítottunk, több is, mint egy góllal kellett volna nyernünk, de örülök, hogy jó választ adtunk a hétközi meccsre. Nagyon fontos ez az egy pont is, mert így az MTK sem nyert, és mint tudjuk, a Diósgyőr is kikapott. Ez a pont még sokat számíthat a végén.
Szerettünk volna a megszerzett labdákból kombinatív támadásokat vezetni, és az ellenfél védelme mögé kerülni. A technikai hibák miatt azonban elöl ez nem sikerült. A debreceniek nem lehetnek elégedettek az egy ponttal, de nekünk most ezt meg kell becsülni.
| 28. forduló 2017. április 22., szombat 18:00 |

| MTK Budapest FC                                                              | 1 – 1               | Videoton FC         |
| ---------------------------------------------------------------------------- | ------------------- | ------------------- |
| Iurii 27' 9' Borbély 11' Torghelle 46' Kanta 47' M. Grgics 78' Petkovics 82' | (1 – 1) Jegyzőkönyv | 6' Marics 59' Fiola |

| Hidegkuti Nándor Stadion, Budapest Nézőszám: 1 908 Játékvezető: Pintér Csaba (magyar) Asszisztensek: Georgiou Theodoros és Szert Balázs |

| 29. forduló 2017. április 29., szombat 18:00 (tv: M4 Sport) |

| Újpest FC                                          | 1 – 2               | MTK Budapest FC                                                                |
| -------------------------------------------------- | ------------------- | ------------------------------------------------------------------------------ |
| Bardhi (1–1) 83' Szankovics 2' Cseke 44' Lázok 45' | (0 – 1) Jegyzőkönyv | 45+1' (0–1) Torghelle 90' (1–2) 90+5' Hrepka 30' Baki 38' Katona 64' M. Grgics |

| Szusza Ferenc Stadion, Budapest Nézőszám: 1 962 Játékvezető: Vad II. István (magyar) Asszisztensek: Varga Zsolt és Becséri Gergely |

| 30. forduló 2017. május 6., szombat 20:30 |

| MTK Budapest FC                       | 1 – 3               | Ferencvárosi TC                                                                       |
| ------------------------------------- | ------------------- | ------------------------------------------------------------------------------------- |
| Ramos (1–3) 80' 62' Grgics 90+3' Baki | (0 – 3) Jegyzőkönyv | 10' (0–1) Varga R. 31' (0–2) Lovrencsics 45' (0–3) Moutari 71' Sternberg 90' Djuricin |

| Hidegkuti Nándor Stadion, Budapest Nézőszám: 4 368 Játékvezető: Bognár Tamás (magyar) Asszisztensek: Berettyán Péter és Buzás Tamás |

| 31. forduló 2017. május 13., szombat 18:00 |

| Budapest Honvéd FC                                            | 2 – 1               | MTK Budapest FC             |
| ------------------------------------------------------------- | ------------------- | --------------------------- |
| Holender (1–0) 64' Korozmán (2–1) 83' Baráth 74' Villám 90+3' | (0 – 0) Jegyzőkönyv | 65' (1–1) Ramos 54' Borbély |

| Bozsik József Stadion, Budapest Nézőszám: 3 370 Játékvezető: Solymosi Péter (magyar) Asszisztensek: Király Krisztián és Becséri Gergely |

| 32. forduló 2017. május 20., szombat 18:00 |

| MTK Budapest FC             | 0 – 0       | Diósgyőri VTK                     |
| --------------------------- | ----------- | --------------------------------- |
| Baki 30' Okuka 33' Vass 82' | Jegyzőkönyv | 53' Mevoungou 59' Karan 67' Busai |

| Hidegkuti Nándor Stadion, Budapest Nézőszám: 3 771 Játékvezető: Szabó Zsolt (magyar) Asszisztensek: Berettyán Péter és Kóbor Péter |

| 33. forduló 2017. május 27., szombat 19:00 |

| Paksi FC                                      | 1 – 1       | MTK Budapest FC                    |
| --------------------------------------------- | ----------- | ---------------------------------- |
| Gévay 33' Papp K. 61' Haraszti 63' Bartha 90' | Jegyzőkönyv | 32' Borbély 50' Ramos 90+2' Hrepka |

| Fehérvári úti stadion, Paks Nézőszám: 500 Játékvezető: Iványi Zoltán (magyar) Asszisztensek: Horváth Róbert és Szalai Balázs |

## Tabella
| #   | Csapat                    | M  | GY | D  | V  | G+ – G– | GK  | P  | Megjegyzések                    |
| --- | ------------------------- | -- | -- | -- | -- | ------- | --- | -- | ------------------------------- |
| 1.  | Budapest Honvéd (B) (I)   | 33 | 20 | 5  | 8  | 55–30   | +25 | 65 | Bajnokok Ligája 2. selejtezőkör |
| 2.  | Videoton FC (I)           | 33 | 18 | 8  | 7  | 65–28   | +37 | 62 | Európa Liga 1. selejtezőkör     |
| 3.  | Vasas SC (I)              | 33 | 15 | 7  | 11 | 50–40   | +10 | 52 | Európa Liga 1. selejtezőkör     |
| 4.  | Ferencvárosi TC (KGY) (I) | 33 | 14 | 10 | 9  | 54–44   | +10 | 52 | Európa Liga 1. selejtezőkör     |
| 5.  | Paksi FC                  | 33 | 11 | 12 | 10 | 41–37   | +4  | 45 |                                 |
| 6.  | Swietelsky Haladás        | 33 | 12 | 7  | 14 | 42–46   | −4  | 43 |                                 |
| 7.  | Újpest FC                 | 33 | 10 | 12 | 11 | 47–51   | −4  | 42 |                                 |
| 8.  | Debreceni VSC             | 33 | 11 | 8  | 14 | 42–46   | −4  | 41 |                                 |
| 9.  | Mezőkövesd Zsóry FC Ú     | 33 | 10 | 10 | 13 | 39–54   | −15 | 40 |                                 |
| 10. | Diósgyőri VTK             | 33 | 10 | 7  | 16 | 39–58   | −19 | 37 |                                 |
| 11. | MTK Budapest (K)          | 33 | 8  | 13 | 12 | 26–36   | −10 | 37 |                                 |
| 12. | Gyirmót FC Győr Ú (K)     | 33 | 5  | 9  | 19 | 21–51   | −30 | 24 |                                 |

Utolsó frissítés: 2017. május 27. 
Forrás: mlsz.hu - tabella 
A rangsorolás alapszabályai: 1. összpontszám; 2. a bajnokságban elért több győzelem; 3. a bajnoki mérkőzések gólkülönbsége; 4. a bajnoki mérkőzéseken rúgott több gól; 5. az egymás ellen játszott bajnoki mérkőzések pontkülönbsége; 6. az egymás ellen játszott bajnoki mérkőzések gólkülönbsége; 7. az egymás ellen játszott bajnoki mérkőzéseken az idegenben lőtt több gól; 8. a bajnokság fair play értékelésében elért jobb helyezés; 9. sorsolás.
(B): Bajnokcsapat, (K): Kieső csapat, (F): Feljutó csapat, (I): Kupainduló, (R): A rájátszás győztese, (KGY): Kupagyőztes

## Góllövőlista
A táblázat a felkészülési mérkőzéseken esett találatokat nem tartalmazza.
| Játékos           | Összesen | Gólok száma   | Gólok száma |
| Játékos           | Összesen | OTP Bank Liga | Magyar kupa |
| ----------------- | -------- | ------------- | ----------- |
| Összesen          | 11       | 7             | 4           |
| Torghelle Sándor  | 3        | 3             | 0           |
| Poór Patrik       | 1        | 1             | 0           |
| Vadnai Dániel     | 1        | 1             | 0           |
| Vogyicska Bálint  | 1        | 1             | 0           |
| Gera Dániel       | 1        | 1             | 0           |
| Varga Szabolcs    | 1        | 0             | 1           |
| Darko Nikač       | 1        | 0             | 1           |
| Takács Ronald     | 1        | 0             | 1           |
| Myke Bouard Ramos | 1        | 0             | 1           |
| öngól             | 0        | 0             | 0           |

## Kiírások
Dőlttel a jelenleg még le nem zárult kiírásokat illetve az azokban elért helyezést jelöltük.
| OTP Bank Liga | 012 | 03 | 04 | 05 | 7 – 014  | 0– 4 | 1,50 | 2. | 1. | 2016. 07. 17. | 2016. 09. 10. | 2016. 09. 17.            |  |               |  |  |
| Magyar kupa   | 01  | 01 | 0  | 0  | 4 – 0    | 0+4  |      |    |    |               |               | 6. forduló (legjobb 128) |  | 2016. 09. 14. |  |  |
| Összesen      | 013 | 04 | 04 | 05 | 11 – 014 | 0–3  | 1,50 |    |    |               |               |                          |  |               |  |  |

## Összesített statisztika
A felkészülési mérkőzéseket nem vettük figyelembe.
| Lejátszott mérkőzés        | 13 (12 OTP Bank Liga, 1 Magyar kupa) |
| Győzelem                   | 4 (3 OTP Bank Liga, 1 Magyar kupa) |
| Döntetlen                  | 4 (4 OTP Bank Liga, 0 Magyar kupa) |
| Vereség                    | 5 (5 OTP Bank Liga, 0 Magyar kupa) |
| Szerzett gól               | 11 (7 OTP Bank Liga, 4 Magyar kupa) |
| Kapott gól                 | 14 (14 OTP Bank Liga, 0 Magyar kupa) |
| Gólkülönbség               | –3 |
| Sárga lap                  | 30 (30 OTP Bank Liga, 0 Magyar kupa) |
| Kiállítás                  | 1 (1 OTP Bank Liga, 0 Magyar kupa) |
| Legnagyobb arányú győzelem | 2–1 Ferencváros otthon (2016. 09. 10., OTP Bank Liga 8. forduló) |
| Legnagyobb arányú vereség  | 5–0 Honvéd, idegenben (2016. 09. 17., OTP Bank Liga 9. forduló) |
| Legmagasabb hazai nézőszám | 1638, Vasas (2016. 07. 17., OTP Bank Liga, 1. forduló) |
| Legmagasabb hazai nézőszám | 316, Haladás (2016. 08. 7., OTP Bank Liga, 4. forduló) |
| Góllövőlista               | 3 gól: Torghelle Sándor(3 bajn., 0 kupa); 1 gól: Poór Patrik(1 bajn., 0 kupa); Vadnai Dániel(1 bajn., 0 kupa); Vogyicska Bálint(1 bajn., 0 kupa); Gera Dániel(1 bajn., 0 kupa); Varga Szabolcs(1 bajn., 0 kupa); Darko Nikač(0 bajn., 1 kupa); Takács Ronald(0 bajn., 1 kupa); Myke Bouard Ramos(0 bajn., 1 kupa); |
| Pont*                      | 13/36 (30,0%) |

* OTP Bank Liga kiírásban.

## Nézőszámok
| Csapat       | HON  | DEB  | DIÓ | FER  | GYIR | MEZ | PAK | HAL | ÚJP  | VAS  | VID | Átlag | Összesen |  |
| ------------ | ---- | ---- | --- | ---- | ---- | --- | --- | --- | ---- | ---- | --- | ----- | -------- |  |
| Első kör     | 1467 | 4091 | 408 | 1117 | 2200 | 408 | 552 | 316 | 2300 | 638  | 704 | 1291  | 14201    |  |
| Második kör  |      |      |     |      |      |     |     |     |      | 3754 |     | —     |          |  |
| Harmadik kör |      |      |     |      |      |     |     |     |      |      |     | —     |          |  |

## Jelenlegi játékosok
- 2016. szeptember 26. szerint:

* a félkövérrel írt játékosok rendelkeznek felnőtt válogatottsággal.
| No. |            | Poszt | Játékos           |
| --- | ---------- | ----- | ----------------- |
| 1   | Montenegró | K     | Danijel Petković  |
| 4   | HUN        | V     | Baki Ákos         |
| 5   | CRO        | V     | Mato Grgić        |
| 6   | SER        | V     | Dražen Okuka      |
| 7   | BRA        | CS    | Myke Bouard Ramos |
| 8   | HUN        | KP    | Vogyicska Bálint  |
| 9   | Montenegró | CS    | Darko Nikač       |
| 10  | HUN        | KP    | Szatmári Lóránd   |
| 11  | HUN        | CS    | Gera Dániel       |
| 13  | HUN        | CS    | Hrepka Ádám       |
| 14  | HUN        | CS    | Torghelle Sándor  |
| 19  | HUN        | KP    | Kanta József      |

| No. |     | Poszt | Játékos            |
| --- | --- | ----- | ------------------ |
| 21  | SRB | V     | Dragan Vukmir      |
| 23  | HUN | V     | Vadnai Dániel      |
| 24  | HUN | V     | Poór Patrik        |
| 27  | HUN | CS    | Varga Szabolcs     |
| 28  | ITA | K     | Federico Groppioni |
| 30  | HUN | KP    | Borbély Bálint     |
| 38  | HUN | KP    | Vass Ádám          |
| 42  | HUN | K     | Demjén Patrik      |
| 45  | HUN | KP    | Katona Máté        |
| 58  | HUN | KP    | Szatmári István    |
| 60  | HUN | KP    | Korozmán Kevin     |
| 62  | HUN | KP    | Takács Ronald      |
|     | RUS | V     | Morisz Nuszujev    |

### Kölcsönadott játékosok
| # |     | Poszt | Név                                           |
| - | --- | ----- | --------------------------------------------- |
|   | HUN | V     | Tóth Ferenc (a Vác csapatához)                |
|   | HUN | V     | Talabér Attila (a Kisvárda csapatához)        |
|   | SEN | KP    | Khaly Iyane Thian (a Chicago Fire csapatához) |
|   | HUN | V     | Asztalos Dávid (a Cegléd csapatához)          |
|   | HUN | KP    | Schrammel Ádám (a SZEOL SC csapatához)        |
|   | HUN | V     | Deutsch Bence (a Zalaegerszeg csapatához)     |
|   | HUN | KP    | Ladányi Tibor (a Újbuda csapatához)           |
|   | HUN | KP    | Jakab Dávid (a Zalaegerszeg csapatához)       |
|   | HUN | CS    | Horváth Péter (a Soproni VSE csapatához)      |
|   | HUN | CS    | Hujber Tamás (a Kaposvár csapatához)          |